# Genuchus leoninus
Genuchus leoninus är en skalbaggsart som beskrevs av Schein 1955. Genuchus leoninus ingår i släktet Genuchus och familjen Cetoniidae. Inga underarter finns listade i Catalogue of Life.